# Uda (dopływ Dońca)
Uda, Udy (ukr. Уди Udy lub Уда Uda, ros. Уды Udy) – rzeka w Rosji i na Ukrainie, prawy dopływ Dońca.
Jej długość wynosi 164 km, powierzchnia dorzecza – 3890 km².
Nad Udą, przy ujściach jej dopływu Łopań i rzeki Charkiw leży miasto Charków.